# Doloressus
Genre
Synonymes
- Ealabius Roewer, 1950

Doloressus est un genre d'opilions laniatores de la famille des Assamiidae.

## Distribution
Les espèces de ce genre se rencontrent au Congo-Kinshasa, en Tanzanie et en Angola.

## Liste des espèces
Selon World Catalogue of Opiliones (12/06/2021) :
- Doloressus cippatus Roewer, 1935
- Doloressus filipes Lawrence, 1949
- Doloressus ghesquierei (Roewer, 1950)
- Doloressus palmgreni Kauri, 1985

## Publication originale
- Roewer, 1935 : « Alte und neue Assamiidae. Weitere Weberknechte VIII (8. Ergänzung der "Weberknechte der Erde" 1923). » Veröffentlichungen aus dem Deutschen Kolonial- und Übersee-Museum in Bremen, vol. 1, no 3, p. 1–168.